# Foire aux oies de Nottingham
 (décembre 2022).

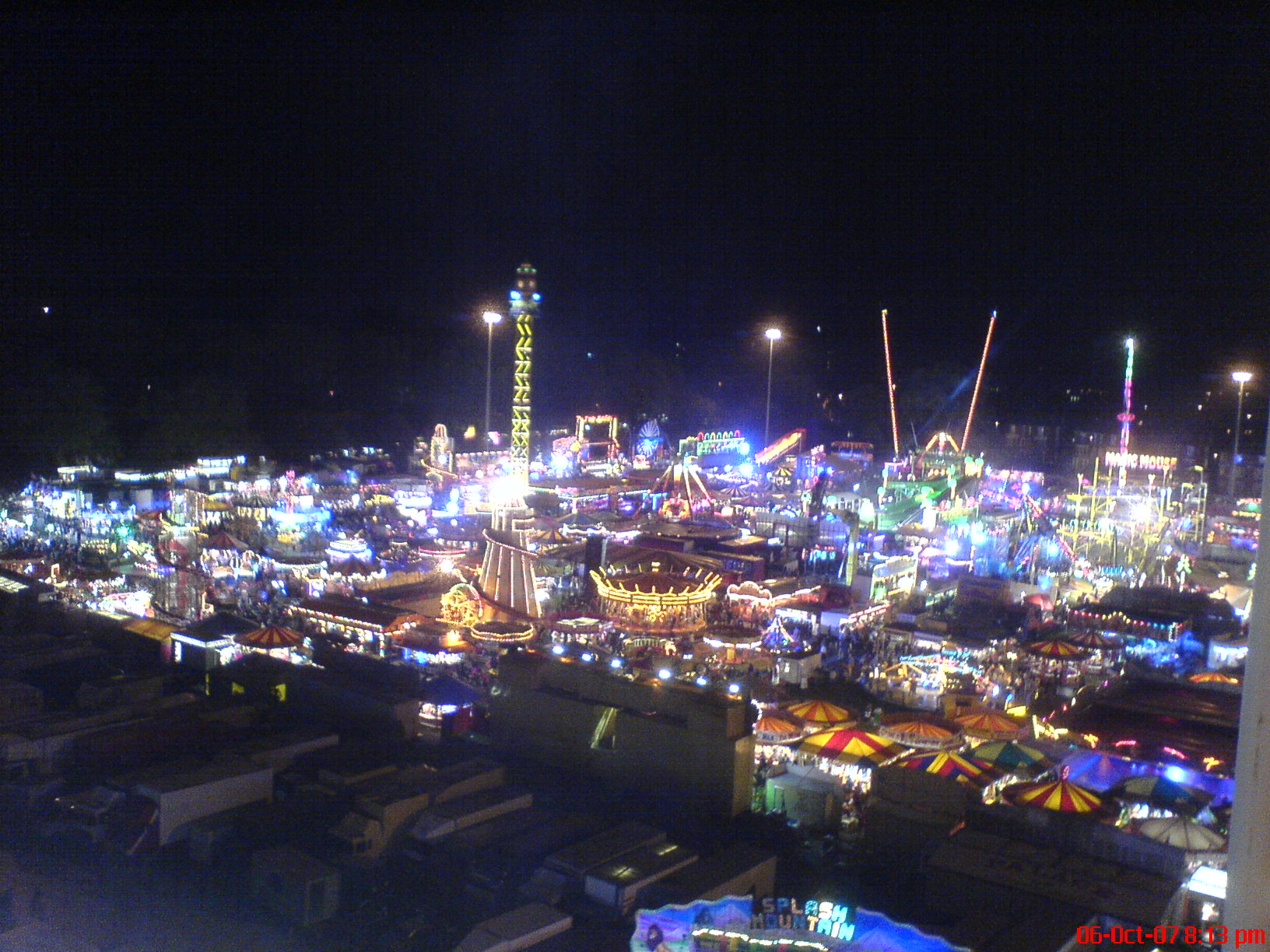
Vue des attractions à la foire aux oies de Nottingham en 2007.

La foire aux oies de Nottingham, en anglais Nottingham Goose Fair, est une fête foraine britannique qui a lieu chaque année durant la première semaine de octobre à Nottingham, en Angleterre. 

## Historique
Elle aurait été établie en 1284.